# A Little Pain
«A little pain» es un sencillo de Olivia Lufkin lanzado el día 28 de junio del año 2006 bajo el sello Cutting Edge.

## Detalles
Este tema es el primer sencillo de la cantante OLIVIA lanzado bajo el nombre OLIVIA inspi' REIRA (TRAPNEST) por ser uno de los temas pertenecientes a la banda sonora de la serie de anime Nana, donde esta canción fue el primer ending. El haberse lanzado bajo este título también significa que OLIVIA se inspiró en el personaje ficticio de la serie Reira Serizawa, líder de la banda también ficticia Trapnest, de la serie para cantar esta canción. OLIVIA como Anna Tsuchiya son las encargadas de los temas para el anime de Nana, y ambas usan esos nombres especiales para lanzar singles que pertenecen a la serie.
Los otros dos temas que forman parte del sencillo si son meramente de OLIVIA, es decir que no están inspirados en Reira. Tanto "tears & rainbows" como "let go" fueron producidos por su hermano Jeffrey Lufkin. El primer tema mencionado también merece el nombre del primer concierto realizado por OLIVIA en el 2006, llamado "OLIVIA LIVE 2006 Tears & Rainbows", del cual fueron incluidos algunos temas en el DVD del miniálbum "The Cloudy Dreamer".

## Canciones

### CD
1. «A little pain»
2. «tears & rainbows»
3. «let go»

### DVD
1. «A little pain»